# Kantunil
Kantunil är en ort i Mexiko.   Den ligger i kommunen Kantunil och delstaten Yucatán, i den östra delen av landet, 1 100 km öster om huvudstaden Mexico City. Kantunil ligger 18 meter över havet och antalet invånare är 3 491.
Terrängen runt Kantunil är mycket platt. Runt Kantunil är det glesbefolkat, med 14 invånare per kvadratkilometer. Närmaste större samhälle är Izamal, 15,5 km norr om Kantunil. I omgivningarna runt Kantunil växer i huvudsak lövfällande lövskog.